# Hispo frenata
Hispo frenata là một loài nhện trong họ Salticidae.
Loài này thuộc chi Hispo. Hispo frenata được Eugène Simon miêu tả năm 1900.